# Narcissus assoanus
Narcissus assoanus är en amaryllisväxtart som beskrevs av Léon Dufour, Schult. och Julius Hermann Schultes. Narcissus assoanus ingår i släktet narcisser, och familjen amaryllisväxter. IUCN kategoriserar arten globalt som livskraftig.

## Underarter
Arten delas in i följande underarter:
- N. a. assoanus
- N. a. palearensis
- N. a. parviflorus

## Bildgalleri

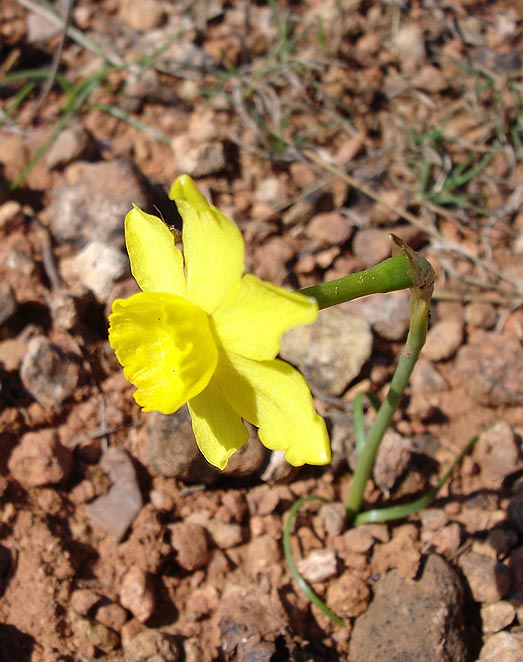
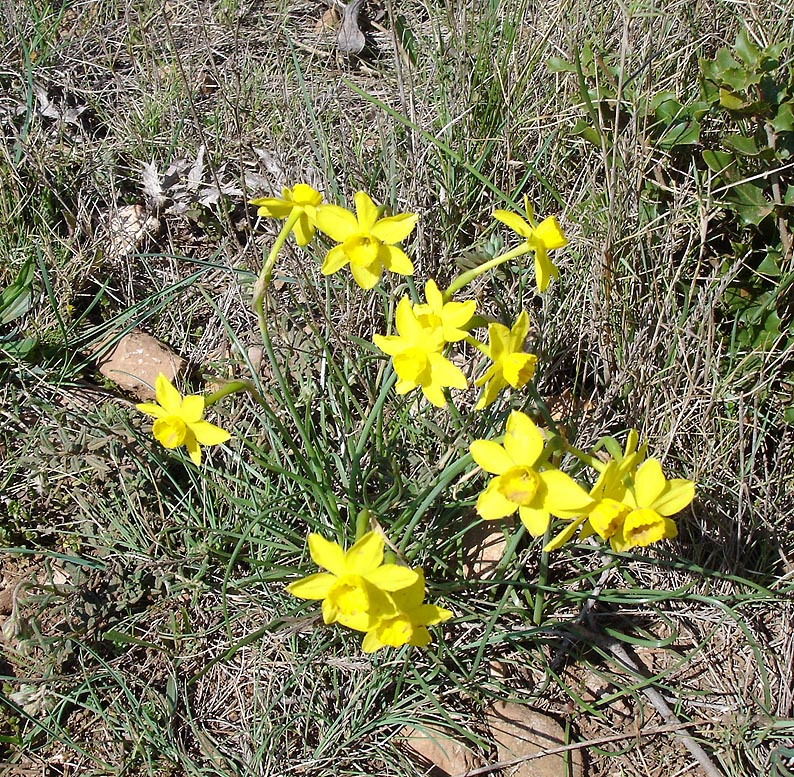
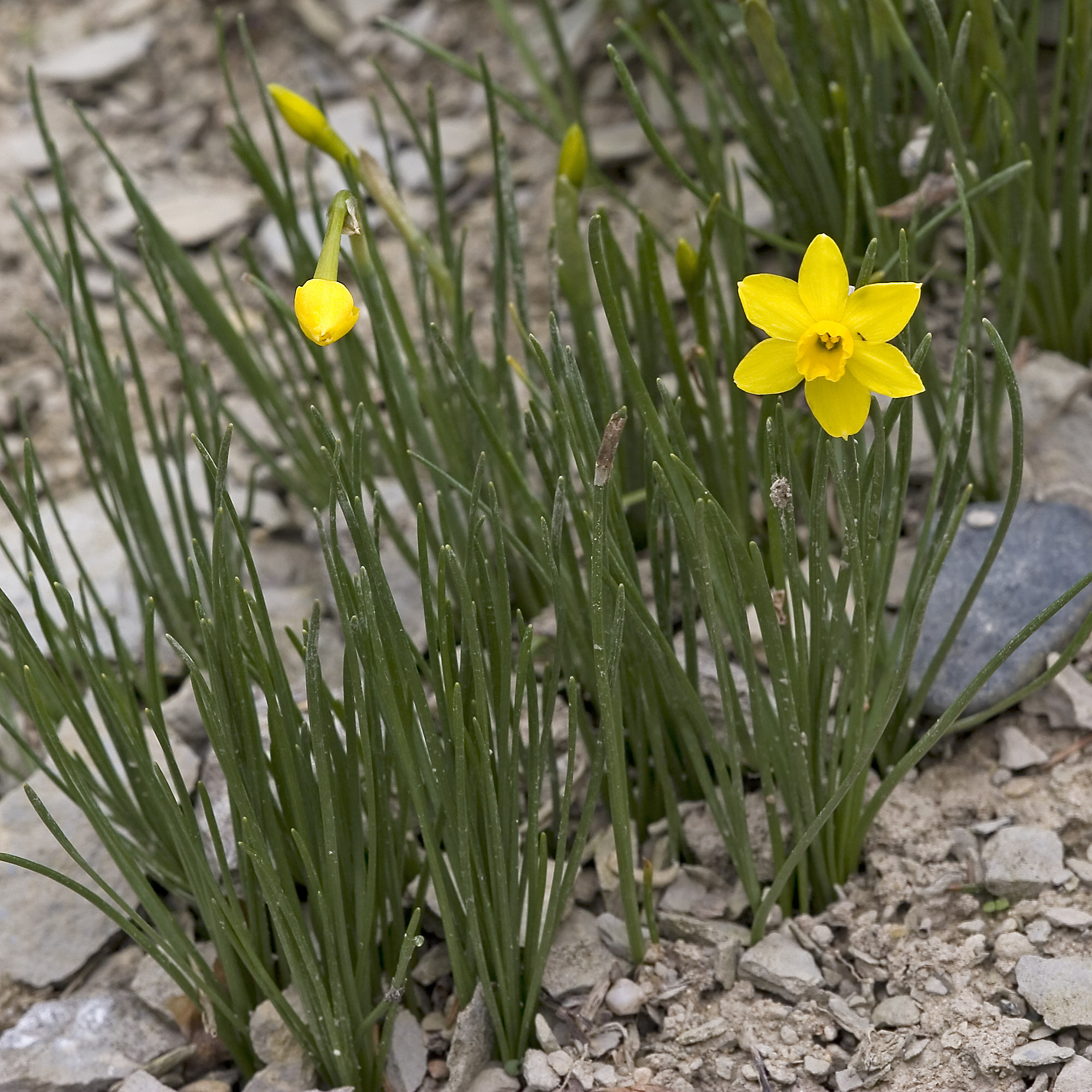
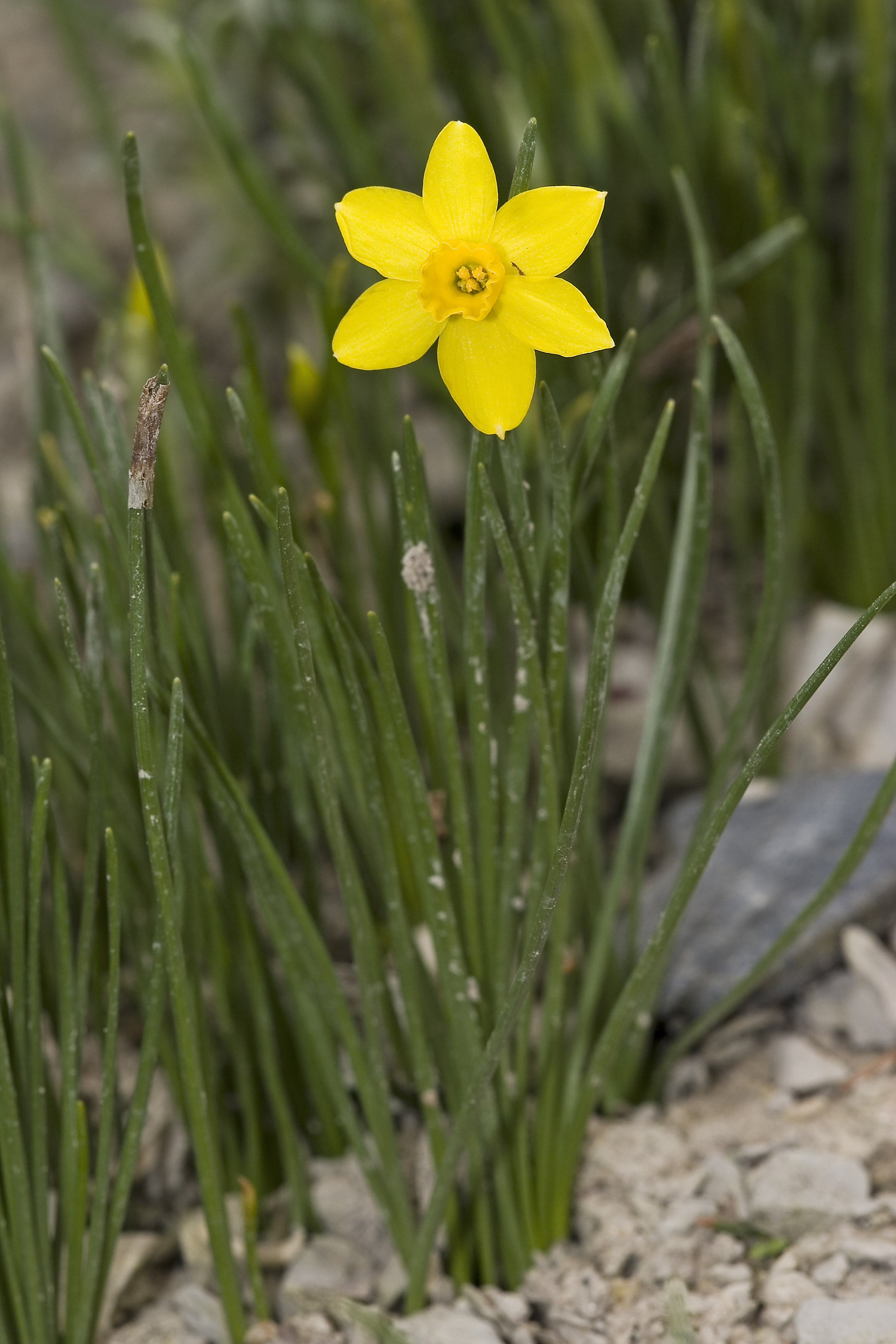
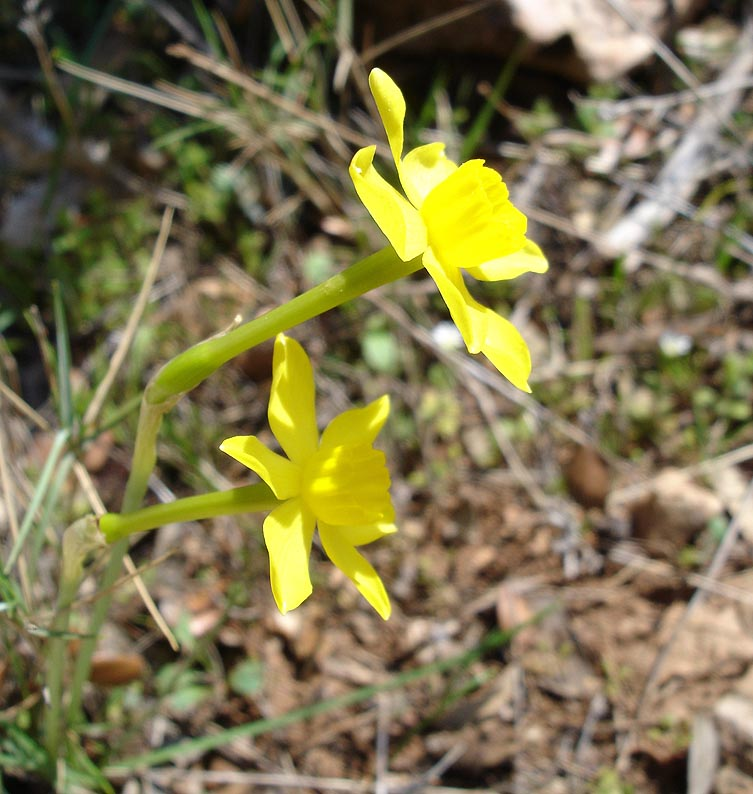
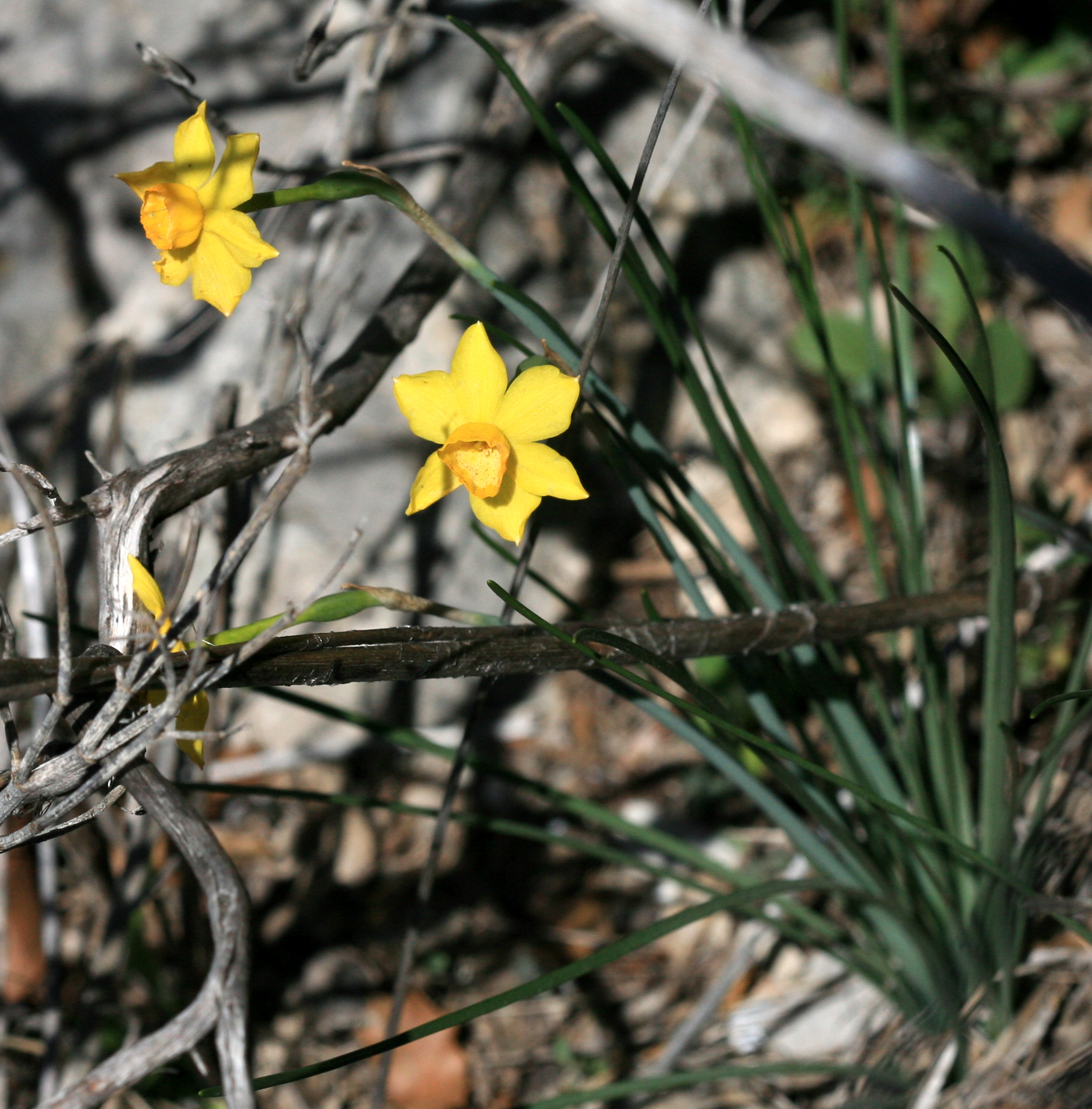